# Gosnold

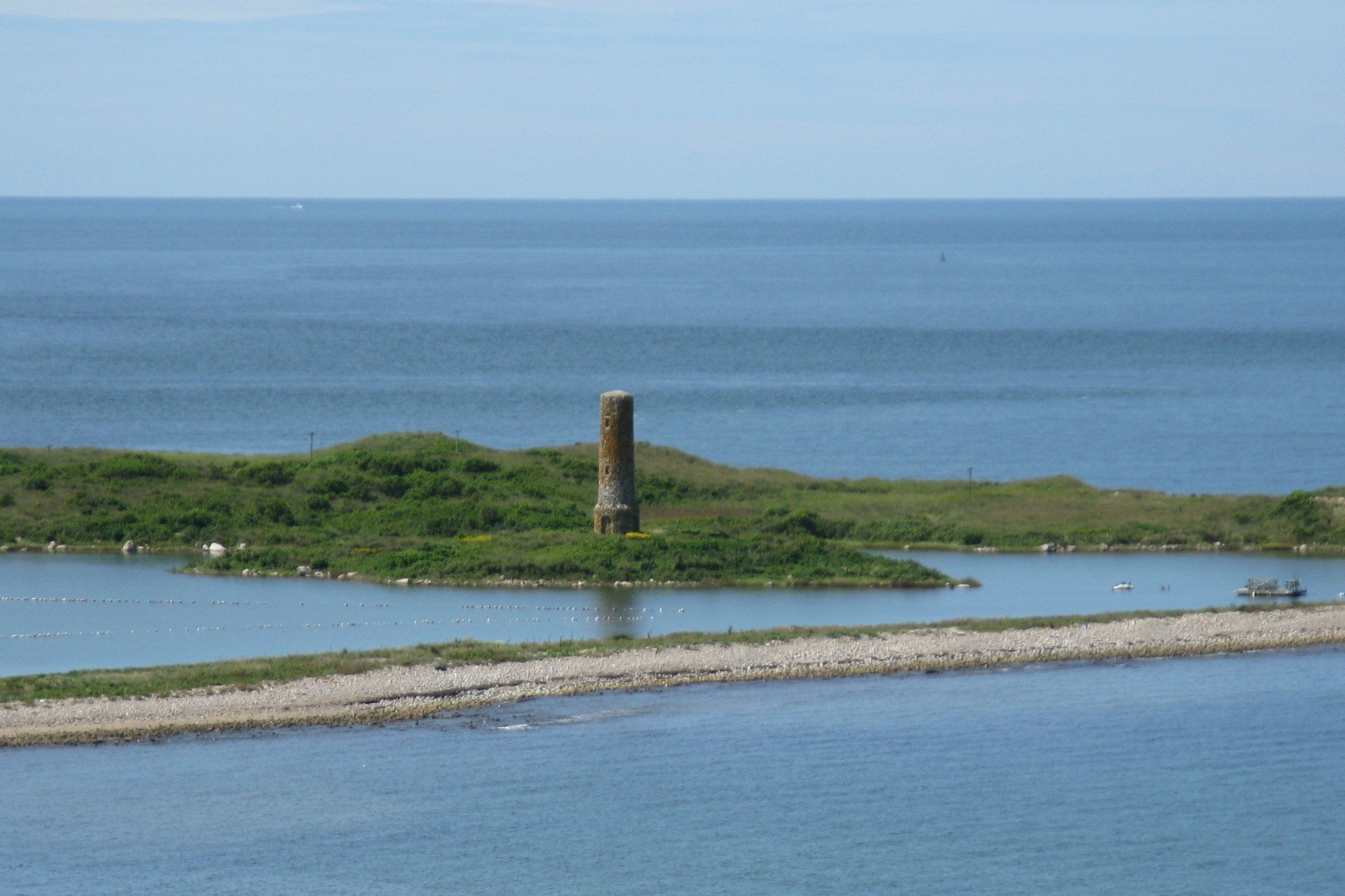

Gosnold är en kommun (town) i Dukes County i delstaten Massachusetts, USA. Vid folkräkningen år 2000 bodde 86 personer på orten. Den har enligt United States Census Bureau en area på totalt 363 km² varav 328,5 km² är vatten.